# The Hurt Locker, Part Two

The Hurt Locker, Part Two es el quinto capítulo de la sexta temporada de Glee y el capítulo nº113 de toda la serie. El episodio fue escrito por Ian Brennan y dirigido por Barbara Brown se emitió el 30 de enero de 2015 por el canal FOX en Estados Unidos.
Luego de la presentación de Vocal Adrenaline en las invitacionales, Sue informa que las invitacionales durarán tres días, que New Directions será el último coro en presentarse y que la competencia seguirá adelante aunque uno de los entrenadores sea secuestrado en el proceso de la competencia, eso obliga a Rachel (Lea Michele) a traer de vuelta al coro a Kitty Wilde (Becca Tobin) quien ayuda a Rachel a escoger la lista perfecta para las invitacionales, canciones que afectan emocionalmente a Sue. Kurt y Blaine quedan encerrados en un falso ascensor construido por Sue donde no saldrán hasta que se besen. Sam logra reclutar a Spencer (Marshall Williams) para que se una al coro. Al momento de la presentación de New Directions en las invitacionales, mientras Kurt y Blaine quedan libres de la trampa de Sue luego de besarse, New Directions logra ganar las invitacionales.

## Producción
Los personajes recurrente que aparecen en el episodio incluyen Michael Hitchcock como Dalton Rumba, Becca Tobin como Kitty Wilde, Max George como Clint, Harry Hamlin como Walter, Lauren Potter como Becky Jackson, Marshall Williams como Spencer Porter, Samantha Marie Ware como Jane Hayward, Noé Guthrie como Roderick, Billy Lewis Jr. como Mason McCarthy, y Laura Dreyfuss como Madison McCarthy. También en este episodio, Kitty y Spencer son admitidos como miembros de New Directions.
El episodio cuenta con cinco versiones de temas musicales. "My Sharona" de The Knack y "You Spin Me Round (Like a Record)" de Dead or Alive cantada por los Warblers. "It Must Have Been Love" de Roxette interpretada por Tobin y Williams con New Directions. "Father Figure" de George Michael interpretada por Guthrie con New Directions. "All Out of Love" de Air Supply es cantada por Lewis Jr. y Dreyfuss con New Directions. Para acompañar la música de este episodio, el EP Glee: The Music, The Hurt Locker la segunda parte fue lanzado el 30 de enero de 2015.